# Mura di Ferrara
(George Gordon Byron, Il lamento del Tasso)
Le mura di Ferrara sono una cinta fortificata che circondava originariamente in modo completo la città estense per una estensione complessiva di circa tredici chilometri mentre oggi questa è ridotta a circa nove chilometri. La loro costruzione è iniziata nel Medioevo e sono state rimaneggiate fra il XV e il XVI secolo.

## Storia
Le prime fortificazioni per la difesa di un traghetto fluviale a Ferrara furono costruite dai bizantini attorno al VI secolo, ed in seguito, per proteggere un secondo traghetto, si aggiunsero altre mura difensive nel X secolo, ad opera di Tedaldo di Canossa.
Successivamente, quando fu costruita la nuova cattedrale più a nord rispetto alla preesistente basilica, le mura ebbero una prima impronta organica di difesa verso nord del nuovo centro cittadino, ed anche la loro estensione si ampliò. Nel 1314 le mura compresero anche la zona di Borgo Vado, e comparvero i primi tratti di cortine in mattoni. Gli storici riferiscono di una porta presente allora nella zona, che corrisponde alla moderna via Ripagrande.
La porta più prestigiosa, nel tardo XV secolo, era la Porta degli Angeli, nella parte settentrionale delle mura, dalla quale accedevano alla città gli ospiti illustri, ma anche gli stessi duchi: fu ad esempio attraversando questa porta, nel 1598, che Cesare d'Este lasciò la città, restituita allo Stato Pontificio, per trasferire la capitale a Modena. La Porta degli Angeli, tuttavia, non è l'unica risalente quell'epoca: a Ferrara si poteva entrare da sud attraverso la Porta Paola e da est transitando sotto la Porta San Giovanni.
Lungo tutto il perimetro, le mura conservano i bastioni, alcuni dei quali non sono perfettamente conservati, concepiti per la difesa da assedi condotti con armi da fuoco e circondati da fossati ormai non più visibili, erano dotati di cannoniere e mostrano, ancora oggi, la forma di uno sperone o di una picca. Sono presenti principalmente nella parte meridionale delle mura. Nel 2020 è terminato il restauro del baluardo dell'Amore situato lungo le mura meridionali con un importante lavoro di recupero archeologico dell'area interessata.

## Addizione di Niccolò II
Nel 1385 Niccolò II d'Este incaricò Bartolino Ploti di costruire una fortezza verso nord, il Castello di San Michele, e così le mura difensive vennero in breve a racchiudere una superficie maggiore, a nord, seguendo gli attuali viale Cavour e corso della Giovecca.

## Addizione di Borso
Con Borso d'Este l'ampliamento dell'area protetta da mura arrivò sino al ponte di San Giorgio, a sud-est, lasciando all'esterno l'antica cattedrale.

## Addizione Erculea
Le mura settentrionali sono state elevate in gran parte tra il 1493 e il 1505 nell'ambito della realizzazione dell'Addizione Erculea su progetto di Biagio Rossetti. Sono contraddistinte da torricini semicircolari e da un lungo cammino di ronda per le sentinelle. All'estremità nord-ovest si segnala il torrione del Barco, importante esempio di architettura militare di transizione fra il '400 e '500. Da segnalare a nord la porta degli Angeli e a est il torrione di San Giovanni, la cui struttura circolare è tipica dell'architettura rinascimentale. Sul vicino piazzale si trova la copia di una statua di Giorgio de Chirico.

## Fortezza

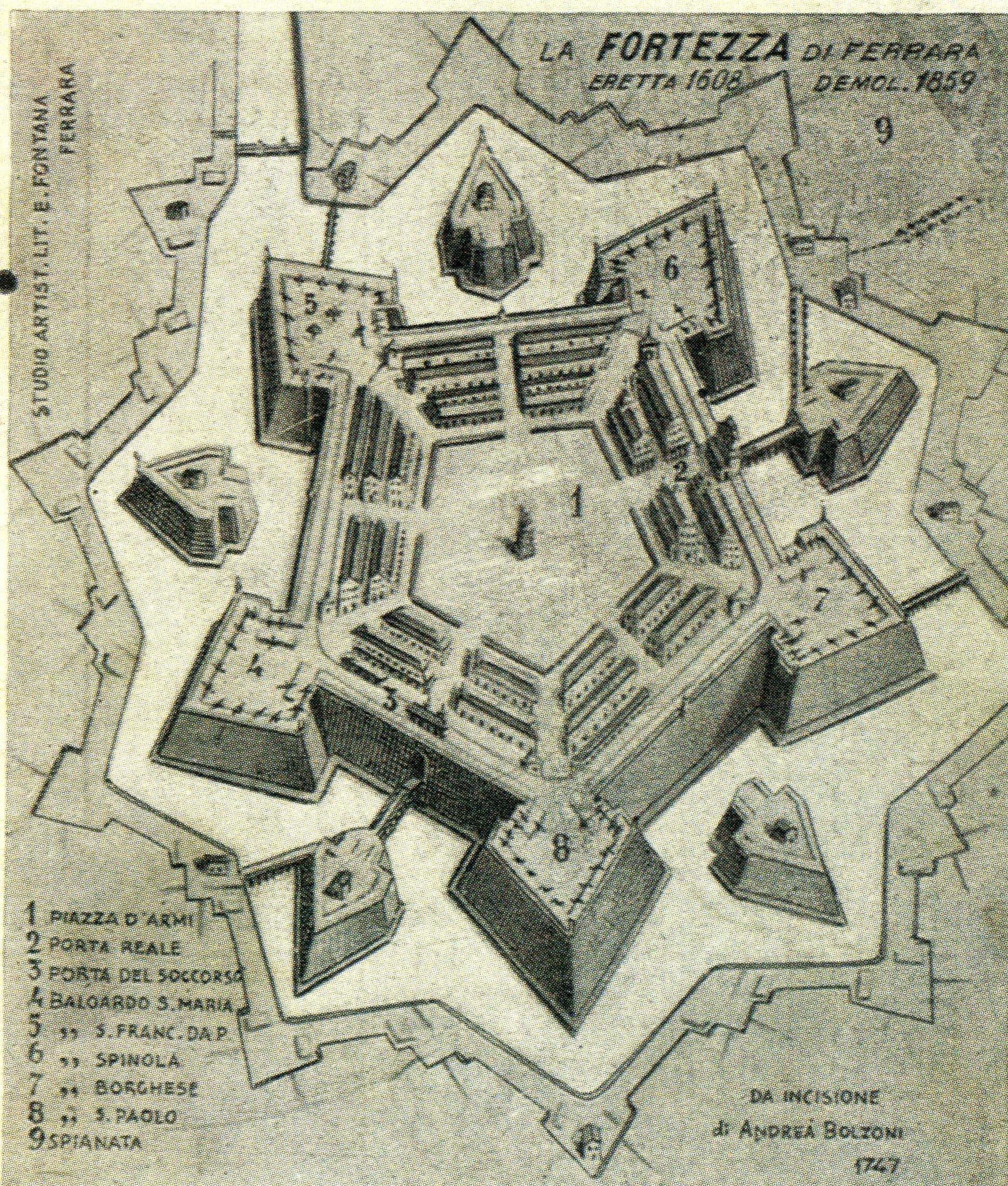
Fortezza eretta nel 1608 da papa Paolo V e distrutta nel 1859

La fortezza di Ferrara aveva una pianta a forma di stella pentagonale e fu costruita nel 1608 da papa Paolo V in seguito alla devoluzione di Ferrara. Si trovava a sud-ovest della città ed interrompeva la continuità delle mura storiche in quel tratto. La sua costruzione portò alla perdita della splendida delizia estense di Belvedere. La fortezza venne in parte distrutta durante la dominazione francese, nel 1805, e fu demolita definitivamente attorno al 1860, con la caduta del regno pontificio, ad opera del governo provvisorio di Ferrara.

## Patrimonio dell'umanità

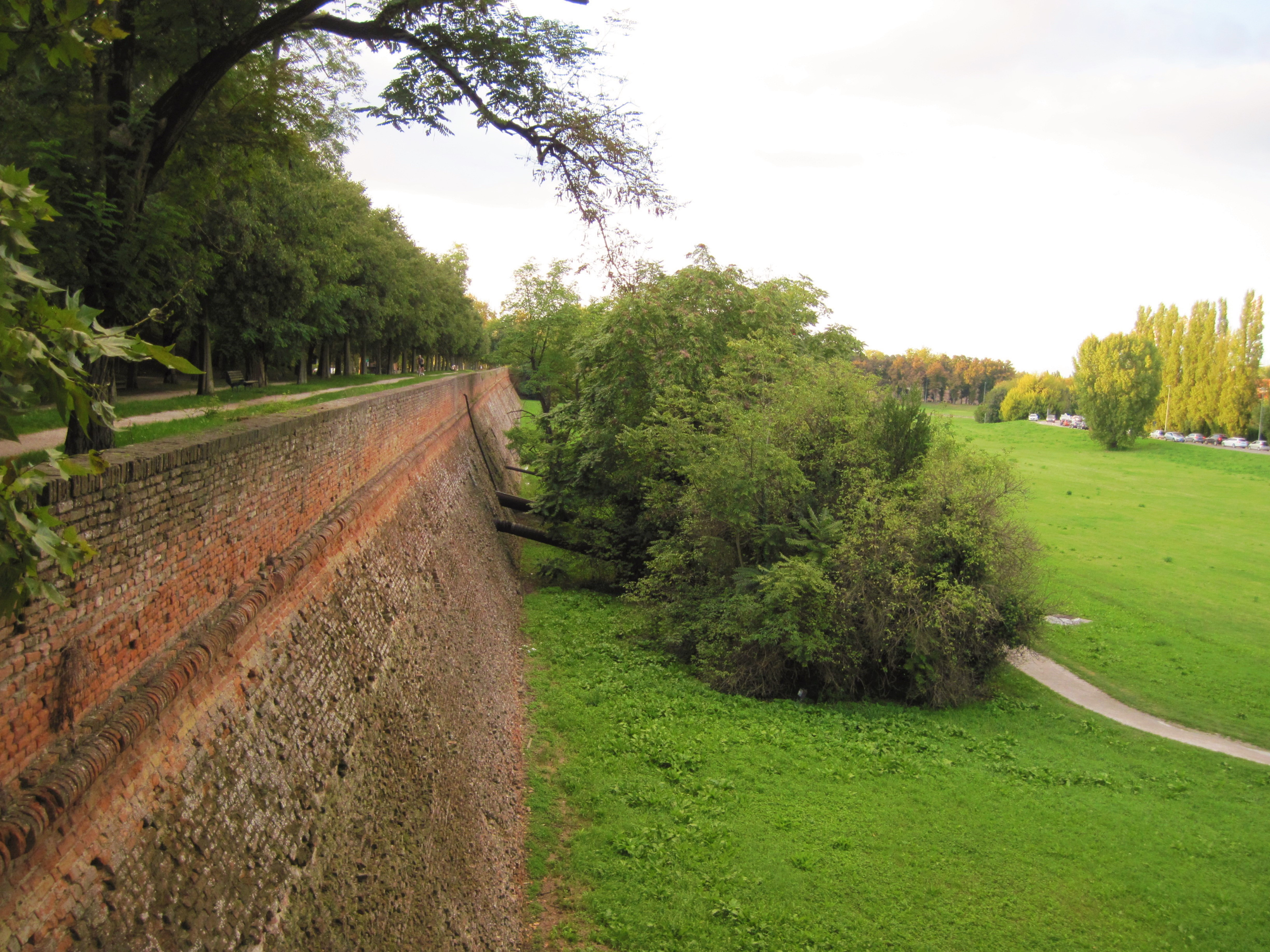
Il tratto delle mura in corrispondenza del baluardo della Montagna.

Le mura di Ferrara sono esplicitamente ricordate quando si parla di mura e fortezze tra i criteri di iscrizione della città ai siti patrimonio mondiale dell'umanità con l'inserimento nel Patrimonio Mondiale UNESCO rispettivamente a Berlino nel 1995 e a Marrakech nel 1999.

## Mura come area verde
Le mura di Ferrara non sono solo una struttura militare ma, nel corso dei secoli ed in particolare alcune sue parti, sono diventate un grande giardino che circonda il nucleo rinascimentale della città. Presentano aree pianeggianti e a prato, lunghi percorsi tra filari di alberi e zone con vegetazione fitta simili a bosco.
La parte residua della fortezza vicino a viale 4 Novembre, il baluardo della Montagna, il baluardo di San Tommaso, la Montagnola nei rampari di Belfiore e gran parte del tratto in corrispondenza di via dei Baluardi, a meridione della città, sono veri e propri parchi.